# كورت جيمس هايدن
كورت جيمس هايدن (بالنرويجية البوكمول: Curt James Haydn)‏ هو متزلج جماعي نرويجي، ولد في 12 فبراير 1919، وتوفي في 31 مارس 1999.

## وصلات خارجية
- كورت جيمس هايدن على موقع أوليمبيديا (الإنجليزية)